# Spectre M4
Die Spectre M4 ist eine italienische Maschinenpistole.
Die Spectre wird hauptsächlich von Polizei und Sicherheitskräften eingesetzt. Durch ihre geringe Größe kann sie auch verdeckt getragen werden. Es gibt einige Besonderheiten dieser Waffe, die sie für Polizeieinsätze geeignet macht. Zum einen verfügt sie über einen Spannabzug, sodass sie auch bei nicht gespanntem Hahn sofort eingesetzt werden kann. Der Schütze braucht lediglich den Abzug zu betätigen. Die zweite Besonderheit ist das enorm große Magazin. Die 50 Patronen sind in dem Magazin in Viererreihen angeordnet. So kann ein einzelner Schütze mehr Munition mit sich führen als bei anderen Waffen. Die Spectre verfügt über eine faltbare Schulterstütze, die im zusammengelegten Zustand auf dem Gehäuse aufliegt. Im Prinzip kann sie wie eine herkömmliche Pistole abgefeuert werden. Um aber dem Schützen ausreichend Kontrolle über die Waffe zu bieten, wurde vor dem Magazinschacht ein weiterer Handgriff angebracht. 